# Pierre d'Étroubles
Pierre II d'Étroubles est un ecclésiastique valdôtain qui fut évêque d'Aoste de 1258 à 1259.

## Biographie
Pierre d'Étroubles est issu d'une famille noble valdotaine originaire d'Étroubles (latin de Stipulis) qui possède également le village de Bosses ce qui justifie le nom de « Pierre de Bosses » qui lui est parfois attribué. Son épiscopat très bref et n'a laissé que peu de documentation. En décembre 1258 un certain Girold d'Echarlod fait un don à l'« évêque Pierre ». le 6 février 1259 il concède l'investiture d'un fief. Selon le martyrologe de la cathédrale d'Aoste il meurt le 1er septembre 1259: « Obitus Petri di Stipulis episcopi augustensis anno Domini MCC LIX prima die septembris ».